# Vera Karalli
Vera Alekseevna Karalli (in russo Вера Алексеевна Каралли?; Mosca, 27 luglio 1889 – Baden, 16 novembre 1972) è stata una ballerina russa, coreografa e attrice dei primi film muti durante i primi anni del XX secolo.

## Biografia
Nata a Mosca, Karalli si diplomò alla scuola del teatro di Mosca nel 1906 sotto la direzione del famoso istruttore russo Aleksandr Gorskij. Karalli si esibì nei Balletti russi di Sergej Diaghilev nel 1909, così come in seguito nel 1919 1920. Diventò una solista al Teatro Bol'šoj e divenne una ballerina nel 1915. Karalli era spesso in coppia con Michail Mordkin. 
Nel 1914 Karalli intraprese anche una carriera di attrice di successo, diventando una delle prime attrici cinematografiche famose della Russia. Il suo primo ruolo fu nel film drammatico del 1914 diretto da Pëtr Čardynin Ty pomniš' li? (in italiano: "Ti ricordi?") con l'attore di successo Ivan Mozžuchin. Dal 1914 al 1919, Vera Karalli apparve in circa sedici film muti russi, tra cui nel 1915 l'adattamento di Guerra e pace di Leone Tolstoj intitolato Vojna i mir. La sua ultima apparizione cinematografica fu in una versione drammatica tedesca dal titolo Die Rache einer Frau nel 1921. 
Spesso scelta come protagonista dal noto regista Evgenij Bauėr, Karalli è forse meglio ricordata per le sue interpretazioni negli adattamenti diretti da Bauer del romanziere Ivan Turgenev di Posle smerti ("Dopo la morte") nel 1915 e il suo ruolo di Gizella nel melodramma del 1917 Umirajuščij lebed' ("Il cigno morente").

### La morte di Rasputin
Karalli era un'amante del Granduca Dmitrij Pavlovič di Russia e, secondo quanto riferito, era anche un co-cospiratrice nell'omicidio di Grigorij Rasputin nel dicembre 1916 . Era presumibilmente una delle due donne presenti nel palazzo di Feliks Jusupov la notte dell'omicidio di Rasputin. L'altra era Marianna fon Pistol'kors. Ma nessuno dei cospiratori ha mai identificato pubblicamente le due donne.

### L'esilio
Dopo essere fuggita in Occidente in seguito alla Rivoluzione d'ottobre, Karalli fece la sua ultima apparizione cinematografica nel film drammatico tedesco diretto da Robert Wiene del 1921 Die Rache einer Frau con Olga Engl e Franz Egenieff, accreditata come "Vera Caroly". 
Nel 1920, Karalli partecipò a un grande concerto di beneficenza all'Opéra di Parigi insieme, tra gli altri, alla cantante e ballerina d'opera Marija Nikolaevna Kuznecova, per raccogliere fondi a favore degli emigrati russi poveri.
Negli anni '20 Vera Karalli insegnò danza a Kaunas, in Lituania, e dal 1930 al 1935 fu la maestra di balletto dell'Opera rumena nella capitale Bucarest. Dal 1938 al 1941 Karalli visse a Parigi, in Francia. Successivamente, si stabilì a Vienna, in Austria, dove insegnò danza classica. 
Karalli morì a Baden, in Austria, nel 1972. Fu sepolta nel cimitero centrale di Vienna.

## Filmografia parziale

### Attrice
- Chrizantemy (1914)
- Obožžёnnye kryl'ja (1915)
- Vozmezdie (1916)
- Il re di Parigi (Король Парижа, Korol' Pariža), regia di Evgenij Francevič Bauėr e Ol'ga Rachmanova (1917)
- Umirajuščij lebed' (Умирающий лебедь), regia di Evgenij Francevič Bauėr (1917)